# Kadyks (prowincja)
Kadyks (hiszp. Provincia de Cádiz) – prowincja we wspólnocie autonomicznej Andaluzja w Hiszpanii. Graniczy z prowincjami: Málaga, Huelva, Sewilla oraz brytyjskim Gibraltarem. Stolicą prowincji jest miasto Kadyks.
Stolica prowincji, Kadyks, ma 128 000 mieszkańców. Największe miasto prowincji, Jerez de la Frontera, ma 204 000 mieszkańców. Innym ważnym miastem jest Algeciras, które ma 114 000 mieszkańców.

## Podział administracyjny

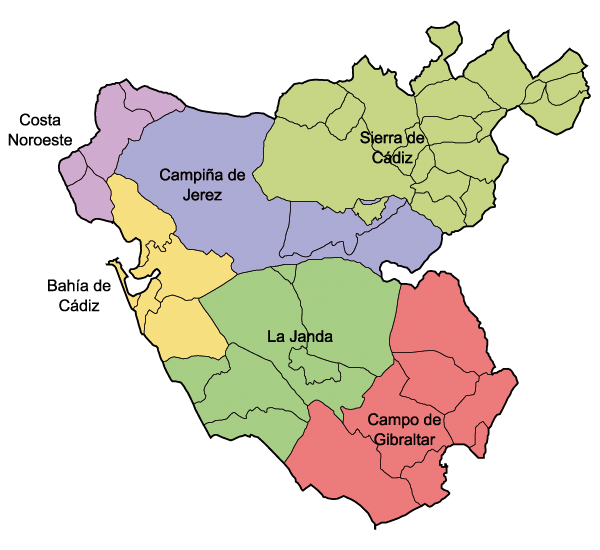
Comarki prowincji Kadyks

W skład prowincji wchodzą następujące comarki:
- Bahía de Cádiz
- Campiña de Jerez
- Campo de Gibraltar
- Bajo Guadalquivir
- La Janda
- Sierra de Cádiz